# فارس هاتشي
فارس هاتشي هو مدرب كرة قدم ولاعب كرة قدم جزائري في مركز ظهير ‏، ولد في 5 نوفمبر 1989 في مدينة الجزائر في الجزائر. لعب مع نادي غرونوبل ونادي كاسي كارنو ونادي نيور ووفاق سطيف.

## وصلات خارجية
- فارس هاتشي على موقع قاعدة بيانات كرة القدم.إي يو (الإنجليزية)
- فارس هاتشي على موقع Soccerway.com (الإنجليزية)